# Свертс, Роже
Роже Свертс (нидерл. Roger Swerts род. 28 декабря 1942, Heusden, Лимбург) — бельгийский профессиональный шоссейный велогонщик в 1965—1978 годах. Победитель этапов на Джиро д’Италия (1972, 1973) и Вуэльта Испании (1973, 1974, 1975), многодневной велогонки Тур Бельгии (1972, 1974). Чемпион Бельгии в групповой гонке (1974). Участник летних Олимпийских игр 1964 года в групповой гонке (18-е место).

## Достижения
1962
1-й Тур Лимбурга (любители) — Генеральная классификация
2-й Тур Польши — Генеральная классификация
1-й — Этап 5
1-й — Этап 4а Тур провинции Льеж
1963
1-й Тур провинции Льеж — Генеральная классификация
1-й — Этапы 1a, 1b (ИГ), 2a (КГ) и 3a
8-й Чемпионат мира — Групповая гонка (любители)
1964
3-й Тур Берлина — Генеральная классификация
1-й — Этап 2а (ИГ)
1-й — Этап 3а Тур Лимбурга (любители)
1-й — Этап 10 Тур де л’Авенир
1965
3-й  Чемпионат мира — Групповая гонка (проф.)
3-й Гран-при Фурми
1966
4-й E3 Харелбеке
5-й Флеш Валонь
5-й Чемпионат Бельгии — Групповая гонка
10-й Льеж — Бастонь — Льеж
1968
1-й Гран-при Монако
1-й — Этап 6а Вуэльта Каталонии
4-й Брабантсе Пейл
6-й Тур Бельгии — Генеральная классификация
1969
1-й Чемпионат Цюриха
1-й — Этап 1b (КГ) Тур де Франс
5-й Чемпионат мира — Групповая гонка (проф.)
6-й Льеж — Бастонь — Льеж
6-й Трофео Лайгуэлья
1970
1-й — Этап 3 (КГ) Тур де Франс
1971
1-й Натионале Слёйтингспрейс
1-й — Пролог (КГ) Тур де Франс
2-й Брюссель — Ингойгем
4-й Чемпионат Цюриха
6-й Париж — Тур
8-й Амстел Голд Рейс
8-й Брабантсе Пейл
10-й Чемпионат мира — Групповая гонка (проф.)
1972
1-й  Тур Бельгии — Генеральная классификация
1-й — Этапы 4 и 5 (ИГ)
1-й Гент — Вевельгем
1-й — Этап 12b (ИГ) Джиро д’Италия
1-й — Этап 3b (КГ) Тур де Франс
1-й — Этап 1а (КГ) Восхождение на Монжуик
1-й Трофео Баракки (вместе с Эдди Мерксом)
1-й Гран-при Наций
2-й Гран-при Лугано
3-й Брабантсе Пейл
4-й Льеж — Бастонь — Льеж
6-й Тур Фландрии
10-й Чемпионат Цюриха
10-й Флеш Валонь
1973
1-й Дрёйвенкурс Оверейсе
1-й — Пролог Джиро д’Италия
Вуэльта Испании
9-й — Генеральная классификация
1-й — Этапы 6а и 6b (КГ)
1-й — Этап 2 Тур Бельгии
3-й Гран-при города Камайоре
4-й Тиррено — Адриатико — Генеральная классификация
1-й — Этап 5b
7-й Неделя Каталонии — Генеральная классификация
9-й Чемпионат Бельгии — Групповая гонка
1974
1-й  Чемпион Бельгии — Групповая гонка
1-й  Тур Бельгии — Генеральная классификация
Вуэльта Испании
10-й — Генеральная классификация
 Лидер в Генеральной классификации после Пролога и Этапа 1
1-й — Пролог, Этапы 8 и 12
7-й Брабантсе Пейл
8-й Тур Лимбурга
10-й Гент — Вевельгем
1975
Вуэльта Испании
1-й — Пролог
 Лидер в Генеральной классификации после Пролога и Этапа 1
1-й Хейстсе Пейл
3-й Дварс дор Фландерен
5-й Чемпионат Бельгии — Групповая гонка
5-й Тур Бельгии — Генеральная классификация
7-й Париж — Рубе
8-й Натионале Слёйтингспрейс
9-й Гент — Вевельгем
1976
7-й Амстел Голд Рейс
8-й Брабантсе Пейл
1977
8-й Тур Бельгии — Генеральная классификация

## Статистика выступлений

### Гранд-туры
| Гранд-тур                 | 1965 | 1966 | 1967 | 1968 | 1969 | 1970 | 1971 | 1972 | 1973 | 1974 | 1975 |
| ------------------------- | ---- | ---- | ---- | ---- | ---- | ---- | ---- | ---- | ---- | ---- | ---- |
| Джиро д’Италия            | —    | —    | —    | 30   | НФ   | 53   | 21   | 16   | 20   | —    | —    |
| Тур де Франс              | 40   | 63   | 55   | —    | 44   | 24   | 35   | 14   | —    | —    | —    |
| (c 2010 ) Вуэльта Испании | —    | —    | —    | —    | —    | —    | —    | —    | 9    | 10   | 29   |

| —  | Не участвовал  |
| НФ | Не финишировал |